# Mayrs kaneelral
De Mayrs kaneelral (Rallicula mayri, synoniem: Rallina mayri) is een vogel uit de familie van de Sarothruridae (Pluisstaartrallen). Deze vogel is genoemd naar zijn ontdekker, de Duits-Amerikaanse bioloog Ernst Mayr. 

## Verspreiding en leefgebied
Deze soort is endemisch in Nieuw-Guinea en telt twee ondersoorten:IOC:
- R. m. mayri: Cyclops-gebergte (noordwestelijk Nieuw-Guinea).
- R. m. carmichaeli: Foja-gebergte, Bewani-gebergte en Torricelligebergte (het noordelijke deel van Centraal-Nieuw-Guinea).